# Brugnera
Brugnera (friülà Brugnere) és un municipi italià, dins de la província de Pordenone. L'any 2007 tenia 9.025 habitants. Limita amb els municipis de Fontanafredda, Gaiarine (TV), Porcia, Portobuffolé (TV), Prata di Pordenone i Sacile.

## Administració
| Període | Identitat   | Partit        |
| ------- | ----------- | ------------- |
| 2004-   | Ermes Moras | Llista cívica |